# Llano del Temblor
Llano del Temblor är en ort i Mexiko.   Den ligger i kommunen Santa Cruz Zenzontepec och delstaten Oaxaca, i den sydöstra delen av landet, 400 km sydost om huvudstaden Mexico City. Llano del Temblor ligger 1 569 meter över havet och antalet invånare är 152.
Terrängen runt Llano del Temblor är kuperad åt nordost, men åt sydväst är den bergig. Llano del Temblor ligger uppe på en höjd. Runt Llano del Temblor är det glesbefolkat, med 10 invånare per kvadratkilometer. Närmaste större samhälle är La Conchita, 9,8 km sydväst om Llano del Temblor. I omgivningarna runt Llano del Temblor växer huvudsakligen savannskog.